# Djovdat Hadjiyev
Pour les articles homonymes, voir Hadjiyev.
Djovdat Hadjiyev (en azéri : Cövdət İsmayıl oğlu Hacıyev ; né le 18 juin 1917 à Noukha - mort le 18 janvier 2002 à Bakou) est un compositeur azerbaïdjanais, enseignant, Artiste émérite de la RSS d'Azerbaïdjan (1958), Artiste du peuple de la RSS d'Azerbaïdjan, mari de la danseuse Amina Dilbazi.

## Éducation
Dès son plus jeune âge, Dj. Hadjiyev est influencé par la musique traditionnelle : des chansons folkloriques, la musique ashug (ménestrel folklorique) et le mugham.
En 1924, sa famille déménage à Bakou. En 1935, il s'inscrit à la faculté de composition théorique du Conservatoire de Bakou. L'année suivante, Hadjiyev compose sa Symphonie n° 1. Ce travail lui permet d'entrer au Conservatoire de Moscou en 1938. Il étudie avec  Üzeyir Hacıbəyov (1885-1948) et sous la direction du compositeur russe Dmitri Chostakovitch (1906-1975).
La Seconde Guerre mondiale interrompt ses études et il retourne à Bakou. Après la guerre, Hadjiyev et son camarade Gara Garayev (1918-1982) retournent à Moscou et reprennent leurs études auprès de Chostakovitch. Son travail de diplôme est la Symphonie n° 3, écrite en 1947.

## Parcours professionnel
Il compose neuf œuvres symphoniques ainsi que l'opéra héroïque-patriotique Vatan (Patrie), qu'il écrit avec Gara Garayev en 1944. Après la création de l'opéra en mai 1945, Hadjiyev et Garayev reçoivent le prestigieux prix Staline. Hadjiyev remporte le deuxième prix Staline en 1952 pour son poème symphonique Pour la paix.
Djovdat Hadjiyev devient directeur artistique de l'Orchestre philharmonique de Bakou (1947-1948) et est nommé membre du personnel du Conservatoire d'État d'Azerbaïdjan. Il dirige le Conservatoire (1957-1969). En 1963, il est nommé professeur de composition. Il continue à enseigner au Conservatoire pendant plus de quatre décennies.
Ses élèves bien connus sont Aqchin Alizade, Dadach Dadachov et les compositeurs de chansons Eldar Mansourov et Djavanshir Gouliyev.

## Compositions
Hadjiyev est l'un des fondateurs de la musique symphonique azerbaïdjanaise, auteur de 9 symphonies (1944-2001), dont À la mémoire de Lénine (n° 4, 1956), L'homme, la Terre, l'Espace (n° 5, 1972), Octobre 1917-1977 (n° 6, 1983), Quatuor-poème (1961), œuvres vocales.
Son dernier ouvrage symphonique intitulé 20 janvier, composé en 1991, est dédié aux victimes du « janvier noir » (1990), lorsque les troupes et les chars soviétiques tuent des centaines de civils à Bakou.
En 1997, le président Heydar Aliyev décerne à Djovdat Hajiyev l'« Ordre de la gloire » d'Azerbaïdjan à l'occasion de son 80e anniversaire, commémorant « 60 longues années de travail fructueux qui est très apprécié par la nation et l'État ».